# Науково-технічні бібліотеки в Україні
До мережі науково-технічних бібліотек в Україні станом на 1 серпня 2015 входять 109 бібліотек, сумарний бібліотечний фонд становить 7,8 млн примірників. 
Щорічно мережа обслуговує 141,0 тис. користувачів та видає 5,1 млн примірників документів, відвідування вебсайтів бібліотек складає майже 1,5 млн звернень, а обсяг записів до електронних каталогів – 820,5 тис. Кількість працівників бібліотек мережі – 260 осіб.
Діяльність мережі науково-технічних бібліотек координують:
- Державна науково-технічна бібліотека України
- Державний заклад «Центральна державна науково-технічна бібліотека гірничо-металургійного комплексу України»,
- Науково-технічна бібліотека Державного центру науково-технічної інформації і бібліотечно-бібліографічного обслуговування Південно-Західної залізниці України
- Центральна науково-технічна бібліотека харчової і переробної промисловості України
- Центральна науково-технічна бібліотека ЦБНТІ вугільної промисловості України

## НТБ харчової і переробної промисловості України[1]
| Центральна науково-технічна бібліотека харчової і переробної промисловості України | 01001, м.Київ, вул.Б.Грінченка, 1                                           |
| НТБ Державного Вінницького проектно-конструкторського технологічного інституту     | 21018, м.Вінниця, вул.Пирогова, 3                                           |
| НТБ ВАТ Лохвицького цукрового заводу                                               | 37240 Полтавська обл., Лохвицький рн, м.Червонозаводське, вул.Матросова, 10 |
| НТБ ВАТ Саливонівського цукрового заводу                                           | 08662, Київська обл., Васильківський р-н, смт.Гребінки                      |
| НТБ ЗАТ Заклазького цукрового заводу                                               | 66513, Одеська обл., Любашівський р-н., смт. Зеленогірське                  |
| НТБ ЗАТ ВТК "Немирівцукор"                                                         | 22830, Вінницька обл., Немирівський р-н, с.Ковалівка                        |
| НТБ ДНКТП "Львівхарчопроект"                                                       | 79011, м. Львів, вул.Вітовського, 18                                        |
| НТБ 2-го ім. Петровського цукрового заводу                                         | 27300, Кіровоградська обл., смт. Олександрівка, вул.Леніна, 44              |
| НТБ ДПО "Артемсіль                                                                 | Донецька обл., м.Соледар, вул.Октябрьська, 7-а                              |
| НТБ Смілянського цукрокомбінату                                                    | 20702, Черкаська обл., м.Сміла, вул.Р.Люксембург, 6                         |
| НТБ ВАТ Шамраївського цукрового заводу                                             | Київська обл., Сквирський р-н, с.Руда                                       |

## Технічні бібліотеки в колишньому СРСР
У 1957 в СРСР кількість технічних бібліотек у промисловості, будівництві, транспорті і зв'язку становила більш ніж 17 тис., а їхні книжкові фонди — понад 125 млн друкованих одиниць. У ті часи в Україні було 3346 технічних бібліотек з загальним книжковим фондом 9,5 млн примірників. 
Найбільшими міжгалузевими технічними бібліотеками в СРСР були дві бібліотеки в Москві: Державна публічна науково-технічна бібліотека СРСР з фондом понад 3,5 млн примірників і найстаріша з технічних бібліотек СРСР (заснована 1884) — Центральна політехнічна бібліотека з фондом 2 млн одиниць.
В Україні найбільшими бібліотеками такого типу були Центральна науково-технічна бібліотека Харківського раднаргоспу (заснована 1897) з книжковим фондом 560 тис. друкованих одиниць та Державна науково-технічна бібліотека, що її багаті довоєнні фонди загинули під час німецької окупації, а поновлені фонди на 1 січня 1959 становили понад 200 000 друкованих одиниць.